# Подзорный дворец
Подзо́рный дворе́ц — утраченный памятник архитектуры в Санкт-Петербурге.
Деревянный дворец в голландском стиле с балюстрадой был построен весной 1706 года для Петра I на взморье между устьем Невы и Фонтанки и истоком Екатерингофки.
В 1722 году начинается перестройка дворца в камне по проекту Стефана ван Звиттена, которая затягивается до 1731 года (завершением строительства и отделкой с 1728 по 1731 год руководил М. Г. Земцов, внесший некоторые изменения в первоначальный проект).
Дворец занимал практически весь остров, ступени крыльца вели прямо в залив, на залив выходили также окна императорской опочивальни.
Остров по дворцу стали называть Подзо́рным (ранее — Ове́чий, Овчий, позже — Ло́цманский).
Между Подзорным островом и Безымянным островом (на момент строительства — левый берег реки Невы) была углублена (возможно, прорыта) протока, названная Подзо́рным кана́лом.
От острова до берега Финского залива рос густой лес.
В этом лесу были пробиты просеки, устроен канал и проведены дороги.
Остров можно увидеть на плане Ленинграда 1939 года.

## Строительство и перестройки
Строительство дворца по проекту неизвестного архитектора было закончено к 1 (12) апреля 1706 года для Петра I.
Дворец был любим Петром и просуществовал в таком виде в течение пяти лет.
Ещё при жизни Петра началась перестройка: на месте деревянного строился трёхэтажный каменный дворец в голландском стиле с балюстрадой.
Автор проекта — архитектор ван Звитен, появившийся в Петербурге в 1721 году и в 1722 приступивший к постройке «палат противу Екатеринъгофа на острову» по собственному проекту.

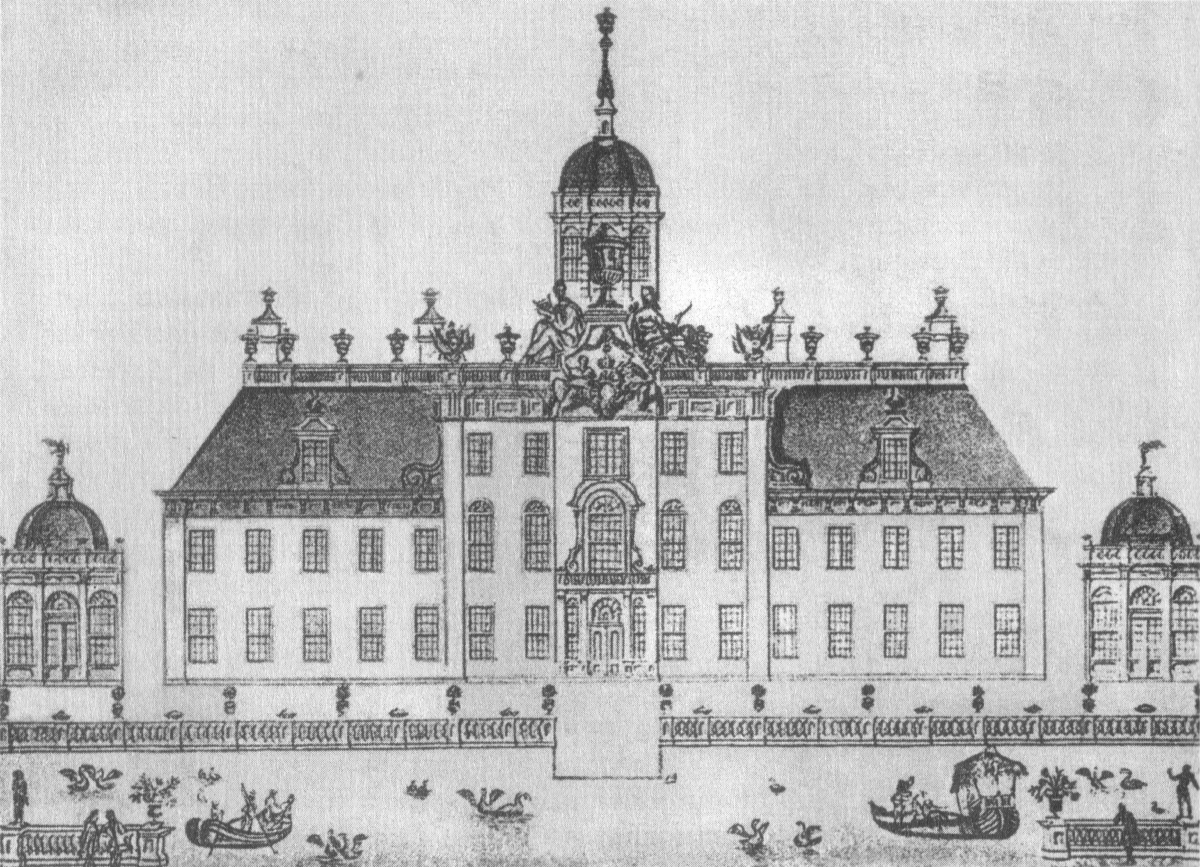
Фасад Подзорного дворца с павильонами. Чертёж Ф. де Вааля по проекту С. ван Звиттена. 1720-е гг.

К трёхэтажному корпусу с башней под прямым углом примыкали два двухэтажных флигеля, по сторонам стояли четыре павильона с малыми куполами.
Всё это было кругом обнесено упиравшейся прямо в воду стенкой с балюстрадой.
По словам И. Э. Грабаря, дворец, исполненный в типичных формах загородных голландских вилл, был «одним из самых милых и любезных памятников Петровской эпохи в Петербурге».
Царь Пётр мечтал построить три дворца — для себя и двух своих дочерей (Елизаветгоф — для Елизаветы и Анненгоф — для Анны).
Строительство закончилось уже после кончины царя.
По описанию современников,
Возле Екатерингофа «на самой воде при взморье» находился каменный «Приморский Подзорный Дворец» с «небольшой башенкой», который был построен для Петра Великого «яко бы был Его Величества Собственный Уединённый Дом», а также «в знак» того же морского сражения «при Калинкиной», в «достопамятную славу» которого был построен Екатерингоф.

## Дальнейшая судьба
В таком виде дворец просуществовал недолго.
После смерти Петра I Подзорный дворец был передан Адмиралтейству под склады, а остров, на котором он находился, стал именоваться «Подзорным». Но и он, и его ближние окрестности — подаренный Екатерине дворец Екатерингоф и парк при нём опустели.
В середине XVIII века здания на Подзорном острове пришли в полное запустение и затем подверглись коренной перестройке.

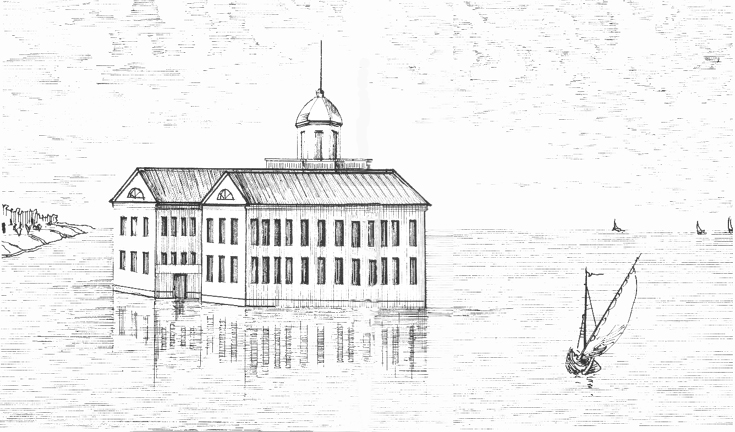
Деревянный дворец

Остров на взморье соединялся с берегом дамбой с подъёмным мостом. Позже использовался для наблюдения за уровнем воды в Неве и предупреждения о подъёме воды, как тюрьма, после этого в нём размещался адмиралтейский склад.
С начала XIX века остров уже был застроен и на нём жили лоцманы Петербургского (позже — Ленинградского) лоцмейстерства. На острове была каменная часовня.
Известно, что в середине XIX века архитектором Монигетти были выполнены обмерные поэтажные планы дворца.
В 1930-х годах на остров перевели лоцманов из посёлка Лебяжье, сконцентрировав лоцмейстерство в одном месте.
Как Подзорный дворец, так и Екатерингофский до нашего времени не сохранились, Подзорный остров был поглощён в XX веке Безымянным островом.
Территория острова ныне находится под одним из цехов Адмиралтейского Объединения, это визуально отображено на карте дельты Невы.